# Gand-Wevelgem 1998
La Gand-Wevelgem 1998, sessantesima edizione della corsa, si svolse l'8 aprile 1998, per un percorso totale di 208 km. Fu vinta dal belga Frank Vandenbroucke, al traguardo con il tempo di 5h06'00" alla media di 40,784 km/h.
Presero il via 192 ciclisti, 141 di essi tagliarono il traguardo.

## Ordine d'arrivo (Top 10)
| Pos. | Corridore           | Squadra        | Tempo    |
| ---- | ------------------- | -------------- | -------- |
| 1    | Frank Vandenbroucke | Mapei-Bricobi  | 5h06'00" |
| 2    | Lars Michaelsen     | TVM            | a 7"     |
| 3    | Nico Mattan         | Mapei-Bricobi  | s.t.     |
| 4    | Andrej Čmil         | Lotto-Mobistar | a 30"    |
| 5    | Laurent Desbiens    | Cofidis        | s.t.     |
| 6    | Erik Zabel          | Deutsche Tel.  | s.t.     |
| 7    | Henk Vogels         | GAN            | s.t.     |
| 8    | Peter Van Petegem   | TVM            | s.t.     |
| 9    | Jeroen Blijlevens   | TVM            | s.t.     |
| 10   | Fabio Baldato       | Riso Scotti    | s.t.     |